# فرقة لوفتفافه الميدانية التاسعة عشر
شعبة غرينادير التاسعة عشر ((بالألمانية: 19. Grenadier-Division)‏ شعبة غرينادير) كانت فرقة مشاة من للوفتفافه التابعة للفيرماخت التي قاتلت في الحرب العالمية الثانية. تشكلت في أكتوبر 1944، التي تم نقلها إلى هير(«الجيش») وأعيدت تسميتها 19. فرقة فولكسغرينادير - شعبة «شعب غرينادير التاسع عشر».

## القادة
- أوبرست (لاحقًا اللواء) جيرهارد باسينج: 1 أكتوبر 1942 - 1 فبراير 1943 [1]
- جينيرال لوتنانت Otto Elfeldt (؟ أغسطس 1944 -؟ أغسطس 1944)
- جينيرال لوتنانت Walter Wißmath (؟ أغسطس 1944 - 9 أكتوبر 1944)

## منطقة العمليات
- الدنمارك (أغسطس 1944 - سبتمبر 1944)
- فرنسا (سبتمبر 1944 - أكتوبر 1944)